# Massachusettský technologický institut
Massachusettský technologický institut (Massachusetts Institute of Technology, MIT, česky někdy Massachusettský technický institut) je soukromá koedukovaná výzkumná univerzita ve městě Cambridge v americkém státě Massachusetts. Komplex MIT má pět škol a jednu vysokou školu s 32 akademickými odděleními, se silným důrazem na teoretický, aplikovaný, mezidisciplinární vědecký a technologický výzkum. MIT je jedna ze dvou soukromých univerzit podporovaných státem. Grant dostává i ze dvou amerických grantových programů, spjatých s výzkumem moře a výzkumem vesmíru.

## Historie
MIT byla založena Williamem Bartonem Rogersem v roce 1861. Byť byla založena na evropských modelech technologických institutů, grantová filosofie „učení skrze činy“ z ní udělala průkopníka laboratorního učení, univerzitního výzkumu a pokrokových architektonických stylů. Během druhé světové války vědci z MIT a tehdejšího ad hoc výzkumného a vývojového střediska vyvíjeli obranné technologie, které se později staly integrálními součástmi počítačů, radarů a gyroskopické navigace (využívané v námořnictví, letectví a kosmonautice). Po válce se MIT profiloval ve kosmickém výzkumu, charakteristickém pro období studené války. Věhlas institutu se rozšířil z úzkých okruhů v oblasti strojírenství a vědy do společenských věd včetně ekonomie, lingvistiky, politických věd a managementu.

## Současnost
Dotace a každoroční výzkumné výdaje jsou mezi největšími z amerických univerzit. Absolventi MIT jsou středem zájmu pro svoji technickou bystrost (např. 76 laureátů Nobelovy ceny), podnikatelského ducha (agregované výnosy společností založených lidmi z prostředí s MIT by tvořily 24. největší ekonomiku na světě), ale též nedostatek konformity a vážnosti (oblíbená praktika vypracovávání žertovných elaborátů, hacking a antiautoritářský podtext).

## Významné osobnosti
- Buzz Aldrin – astronaut, 2. člověk na Měsíci
- Sidney Altman – nositel Nobelovy ceny za chemii, 1989
- Kofi Annan – nositel Nobelovy ceny míru, 2001
- Hans Bethe – nositel Nobelovy ceny za fyziku, 1967
- Vannevar Bush – profesor elektronického inženýrství
- Gregory Chamitoff – astronaut
- Steven Anson Coons – průkopník v oboru grafických počítačových metod
- Elias James Corey – nositel Nobelovy ceny za chemii, 1990
- Eric Drexler – americký vědec
- Charles Duke – astronaut
- Harold Eugene Edgerton – vynálezce stroboskopu
- Richard Feynman – nositel Nobelovy ceny za fyziku, 1965
- Michael Fincke – americký astronaut
- Murray Gell-Mann – nositel Nobelovy ceny za fyziku, 1969
- Frederick Hauck – astronaut
- Terry Hart – astronaut
- Jeffrey Hoffman – astronaut
- Noam Chomsky – emeritní profesor lingvistiky
- William B. Lenoir – astronaut
- Byron K. Lichtenberg – astronaut
- Ronald McNair – americký kosmonaut
- Pamela Melroyová – astronautka
- Marvin Minsky – americký vědec zabývající se umělou inteligencí
- Edgar Mitchell – astronaut
- Robert Sanderson Mulliken – nositel Nobelovy ceny za chemii, 1966
- Benjamin Netanjahu – izraelský premiér
- I. M. Pei – architekt, držitel prestižní Pritzkerovy ceny
- Burton Richter – nositel Nobelovy ceny za fyziku, 1976
- Paul A. Samuelson – nositel Nobelovy ceny za ekonomii, 1970
- David Scott – astronaut
- Claude Shannon – americký elektronik a matematik
- William Bradford Shockley – nositel Nobelovy ceny za fyziku, 1956
- Richard Schrock – nositel Nobelovy ceny za chemii, 2005
- Russell Schweickart – astronaut
- Alfred P. Sloan – dlouholetý prezident společnosti General Motors
- Richard Stallman – informatik
- Ivan Sutherland – průkopník počítačové grafiky
- Andrew S. Tanenbaum – profesor informatiky
- Daniel M. Tani – astronaut
- Harry Ward Leonard – elektrotechnik a vynálezce
- Joseph Weizenbaum – emeritní profesor informatiky
- Norbert Wiener – americký matematik
- Frank Wilczek – nositel Nobelovy ceny za fyziku, 2004